# (5680) 1989 YZ1
(5680) 1989 YZ1 là một tiểu hành tinh vành đai chính. Nó được phát hiện bởi Robert H. McNaught ở Đài thiên văn Siding Spring ở Canberra, Australia, ngày 30 tháng 12 năm 1989.